# Bucculatrix regaella
Bucculatrix regaella är en fjärilsart som beskrevs av Pierre Chrétien 1907. Bucculatrix regaella ingår i släktet Bucculatrix och familjen kronmalar. Inga underarter finns listade i Catalogue of Life.